# 伊讃村
伊讃村（いさむら）は茨城県真壁郡にかつて存在した村である。

## 地理
- 現在の筑西市、旧下館市の西部に位置する。
- 村のほとんどは平地である。
- 村は鬼怒川の東岸に位置する。

## 歴史
村名は、かつて存在した伊讃郷に由来する。

### 村域の変遷
- 1889年（明治22年）4月1日 - 町村制施行により、飯島村・菅谷村・外塚村・西谷貝村・神分村・西大島村・石原田村・笹塚村・小川村・下平塚村・栗島村・岡芹村・谷中村・伊佐山村・下川島村・女方村・九蔵新田村が合併し真壁郡伊讃村が発足。
- 1949年（昭和24年） - 伊讃村の一部（飯島の一部）は大田村に編入。
- 1951年（昭和26年）4月1日 – 伊讃村は下館町と合併し下館町が発足。伊讃村は消滅。

変遷表
| 1868年 以前 | 1868年 以前   | 明治22年 4月1日 | 昭和24年      | 昭和26年 4月1日 | 昭和29年 3月15日 | 昭和53年      | 平成17年 3月28日 | 現在   |
| ----------- | ------------- | --------------- | ------------- | --------------- | ---------------- | ------------- | ---------------- | ------ |
|             | 飯島村        | 伊讃村          | 伊讃村        | 下館町          | 市制             | 下館市        | 筑西市           | 筑西市 |
|             | 菅谷村        | 伊讃村          | 伊讃村        | 下館町          | 市制             | 下館市        | 筑西市           | 筑西市 |
|             | 外塚村        | 伊讃村          | 伊讃村        | 下館町          | 市制             | 下館市        | 筑西市           | 筑西市 |
|             | 西谷貝村      | 伊讃村          | 伊讃村        | 下館町          | 市制             | 下館市        | 筑西市           | 筑西市 |
|             | 神分村        | 伊讃村          | 伊讃村        | 下館町          | 市制             | 下館市        | 筑西市           | 筑西市 |
|             | 西大島村      | 伊讃村          | 伊讃村        | 下館町          | 市制             | 下館市        | 筑西市           | 筑西市 |
|             | 石原田村      | 伊讃村          | 伊讃村        | 下館町          | 市制             | 下館市        | 筑西市           | 筑西市 |
|             | 笹塚村        | 伊讃村          | 伊讃村        | 下館町          | 市制             | 下館市        | 筑西市           | 筑西市 |
|             | 小川村        | 伊讃村          | 伊讃村        | 下館町          | 市制             | 下館市        | 筑西市           | 筑西市 |
|             | 下平塚村      | 伊讃村          | 伊讃村        | 下館町          | 市制             | 下館市        | 筑西市           | 筑西市 |
|             | 栗島村        | 伊讃村          | 伊讃村        | 下館町          | 市制             | 下館市        | 筑西市           | 筑西市 |
|             | 岡芹村        | 伊讃村          | 伊讃村        | 下館町          | 市制             | 下館市        | 筑西市           | 筑西市 |
|             | 谷中村        | 伊讃村          | 伊讃村        | 下館町          | 市制             | 下館市        | 筑西市           | 筑西市 |
|             | 伊佐山村      | 伊讃村          | 伊讃村        | 下館町          | 市制             | 下館市        | 筑西市           | 筑西市 |
|             | 下川島村      | 伊讃村          | 伊讃村        | 下館町          | 市制             | 下館市        | 筑西市           | 筑西市 |
|             | 女方村        | 伊讃村          | 伊讃村        | 下館町          | 市制             | 下館市        | 筑西市           | 筑西市 |
|             | 九蔵新田村    | 伊讃村          | 伊讃村        | 下館町          | 市制             | 下館市        | 筑西市           | 筑西市 |
|             | 女方村 の一部 | 伊讃村          | 伊讃村        | 下館町          | 市制             | 関城町 に編入 | 筑西市           | 筑西市 |
|             | 飯島村 の一部 | 伊讃村          | 大田村 に編入 | 大田村          | 下館町 に編入    | 下館市        | 筑西市           | 筑西市 |
|             | 玉戸村 の一部 | 大田村 の一部   | 伊讃村 に編入 | 下館町          | 市制             | 下館市        | 筑西市           | 筑西市 |

## 大字
- 飯島（いいじま）
- 菅谷（すがや）
- 外塚（とのつか）
- 西谷貝（にしやがい）
- 神分（かみわけ）
- 西大島（にしおおしま）
- 石原田（いしはらだ）
- 笹塚（ささづか）
- 小川（おがわ）
- 下平塚（しもひらつか）
- 栗島（くりしま）
- 岡芹（おかぜり）
- 谷中（やなか）
- 伊佐山（いさやま）
- 下川島（しもかわしま）
- 女方（おざかた）
- 九蔵新田（くぞうしんでん）

## 人口・世帯

### 人口
総数 [単位： 人]
| 1891年（明治24年） | 3,889 |
| 1920年（大正 9年） | 4,906 |
| 1935年（昭和10年） | 5,573 |
| 1950年（昭和25年） | 7,918 |

### 世帯
総数 [単位： 世帯]
| 1920年（大正 9年） | 920   |
| 1935年（昭和10年） | 1,023 |
| 1950年（昭和25年） | 1,393 |

## 交通

### 鉄道
- 日本国有鉄道（ → 東日本旅客鉄道）
  - ■水戸線
    - 川島駅